# Berryita
La berryita és un mineral de la classe dels sulfurs. Rep el seu nom en honor del mineralogista canadenc Leonard Gascoigne Berry (1914-1982) que va ser l'editor fundador de la revista científica Canadian Mineralogist i el primer en investigar aquest mineral l'any 1939.

## Característiques
La berryita és una sulfosal de fórmula química Cu₃Ag₂Pb₃Bi₇S16. Cristal·litza en el sistema monoclínic. La seva duresa a l'escala de Mohs és 3,5.
Segons la classificació de Nickel-Strunz, la berryita pertany a «02.H - Sulfosals de l'arquetip SnS, amb Cu, Ag, Fe, Sn i Pb» juntament amb els següents minerals: aikinita, friedrichita, gladita, hammarita, jaskolskiïta, krupkaïta, lindströmita, meneghinita, pekoïta, emilita, salzburgita, paarita, eclarita, giessenita, izoklakeïta, kobellita, tintinaïta, benavidesita, jamesonita, buckhornita, nagyagita, watkinsonita, museumita i litochlebita.

## Formació i jaciments
La berryita apareix en filons de quars amb altres sulfurs i sulfosals i en criolites riques en siderita. Ha estat trobada a Alemanya, Argentina, Bolívia, Bulgària, el Canadà, Eslovàquia, els Estats Units, França, Groenlàndia, l'Iran, Noruega, Polònia, Portugal, el Regne Unit, Romania, Rússia, Suècia, el Tajikistan, l'Uzbekistan i la Xina.
Sol trobar-se associada amb altres minerals com: emplecita, aikinita, cuprobismutita, cupropavonita, galena calcopirita, esfalerita, quars, cosalita, ourayita, matildita, benjaminita i barita.

## Descobriment
Berry va estudiar material trobat a les mines Nordmark (Värmland, Suècia) sense arribar a identificar-lo com una nova espècie. Aquesta identificació va ser publicada per primera vegada l'any 1966 per E. W. Nuffield i D. C. Harris i va ser feta a partir d'uns cristalls prismàtics minúsculs obtinguts per Nuffield d'unes cavitats presents en bismutita trobada a la mina Missouri (Comtat de Park, Colorado). Nuffield i Harris varen adonar-se que el patró de difracció de raigs X que van obtenir era idèntic al que havia obtingut Berry. Per tant, ambdós indrets són considerats localitats tipus de la berriyita.